# Laguna Junquillo
A  Laguna Junquillo é um lago localizado na Guatemala. Localiza-se no departamento de  Santa Rosa, Município de Santa Cruz Naranjo.